# Theys
Theys är en kommun i departementet Isère i regionen Auvergne-Rhône-Alpes i sydöstra Frankrike. Kommunen ligger i kantonen Goncelin som tillhör arrondissementet Grenoble. År 2022 hade Theys 2 014 invånare.

## Befolkningsutveckling
Antalet invånare i kommunen Theys
Referens:INSEE